# セイヨウカジカエデ

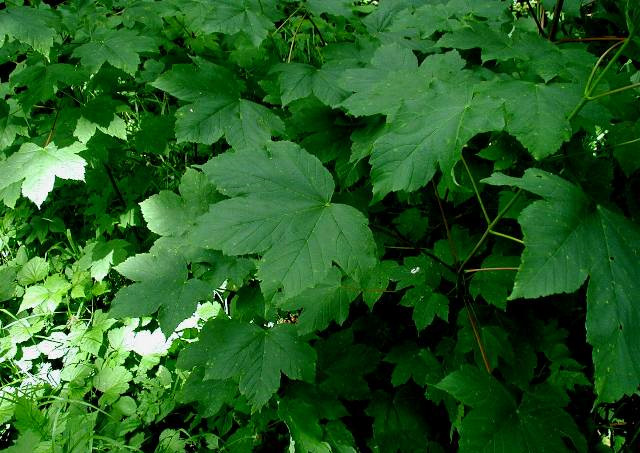
セイヨウカジカエデ の葉

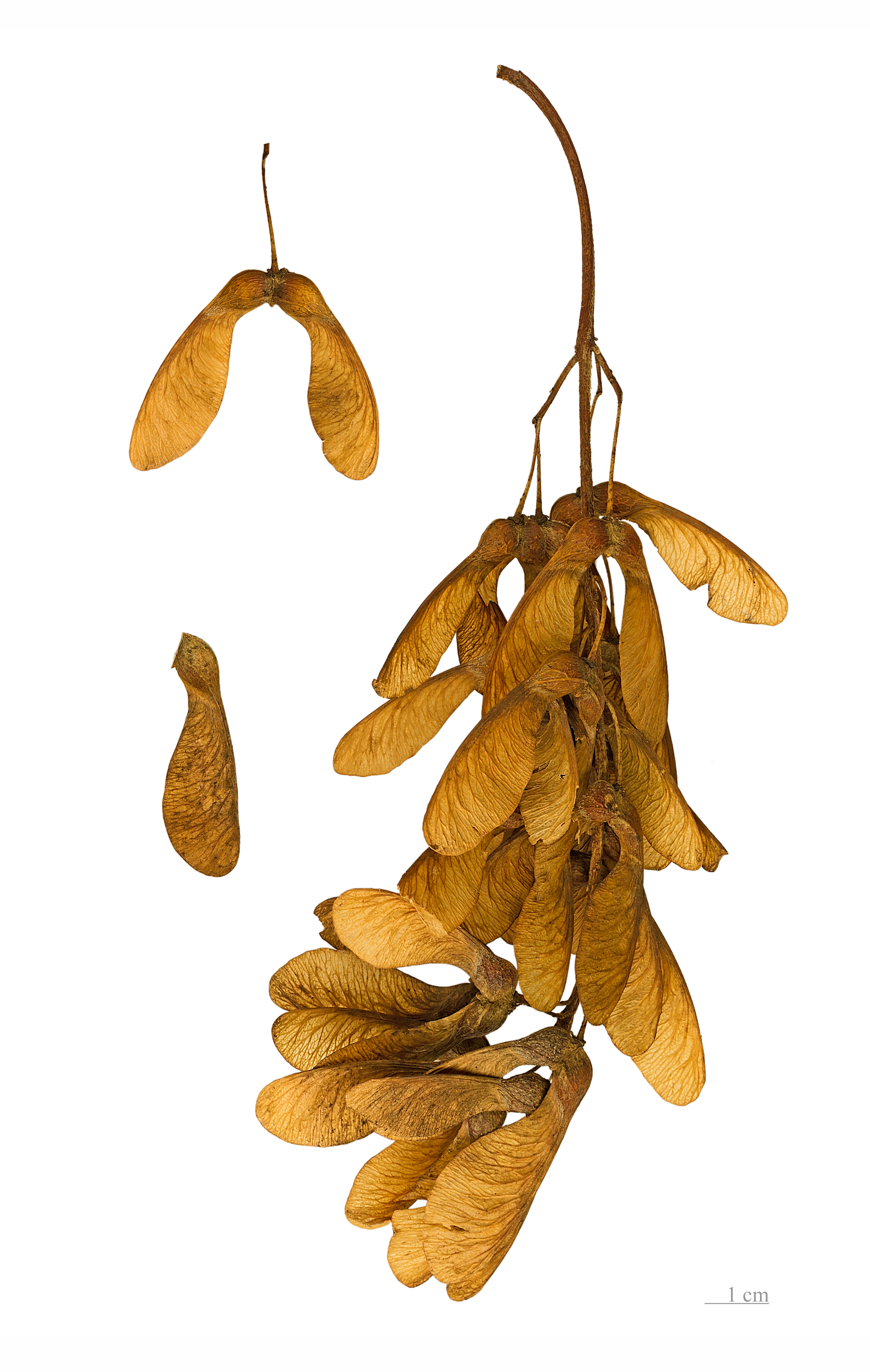
セイヨウカジカエデ の翼果

セイヨウカジカエデ、シカモア またはシカモアカエデは、 カエデ の一種で、中央ヨーロッパと南西アジアに自生している。 フランスから、東はウクライナ、南はスペイン北部の山、トルコ北部やコーカサスに生息していたが、他の場所でも栽培され帰化している。

## 名前
セイヨウカジカエデの葉や樹皮が見かけ上、スズカケノキ属のプラタナスに似ていることから、古代ギリシャ語で"偽"を表すpseudo-をつけてpeudoplatanusと命名された。しかし、この2つの属は全く異なっている。カエデ属とスズカケノキ属では葉序が異なり(スズカケノキ属は互生だが、カエデ属は対生である)、果実においてもスズカケノキ属は球状の房をつけるが、カエデ属は2つで1組の翼果をつける。
"シカモア" という英名は、本来は、南西アジアに生息するイチジク属の一種で、聖書においてヘブライ語で"shikmoth"および"shikmim"と呼ばれているFicus sycomorus の名前である。葉の見た目が似ていることから、この種の他にプラタナスもこの名で呼ばれることがある。
この木は、他にもfalse plane-tree, great maple, Scottish maple, mock-plane,, Celtic maple.という別名がある

## 特徴

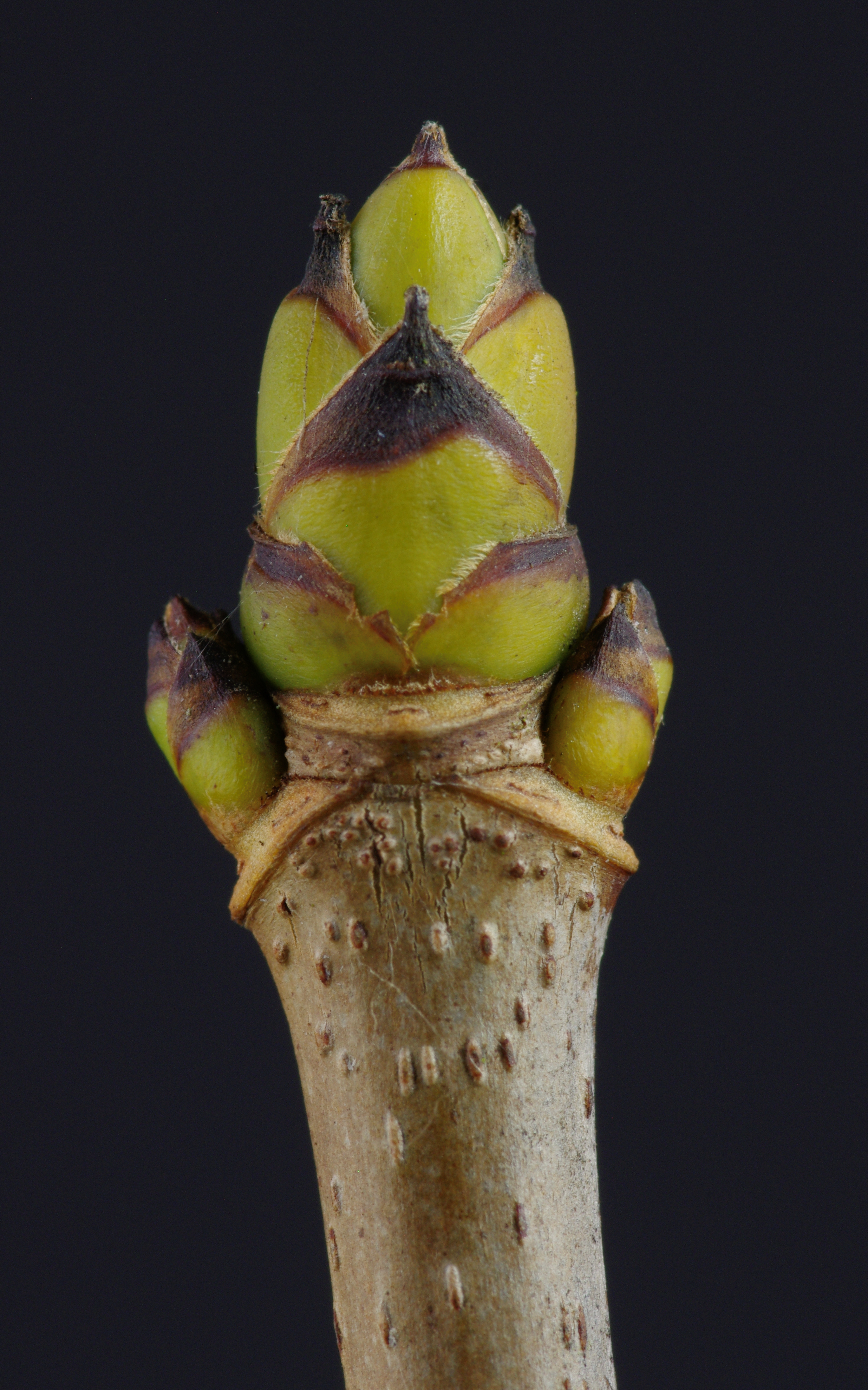
茎最上部の芽

セイヨウカジカエデは成熟すると20〜30mにも達する大きな落葉樹で、幅広いドーム状の見た目をしている。若木では樹皮は滑らかで灰色だが、年齢とともに粗くなり、うろこ状に割れて薄茶色のピンクがかった樹皮を露出させる。
葉は対生で、掌状に大きく5浅裂していて、大きさは10〜25cm四方で5〜15cmの葉柄がある。革のような質感で太い葉脈が裏面に隆起している。縁はノコギリの歯のようになっていて、表は濃い緑色で、裏は白っぽい色をしている。幾つかの品種は、紫や黄色がかった色の葉をつける。また、真菌の一種Rhytisma acerinumによって引き起こされる黒い斑点が付いているものもある。葉柄は赤みを帯びているものが多い。
雌雄同株で黄緑色の花は春に咲き、10～20cmで振り子のような形をして、各茎に20~50の房状の花が総状花序で咲く。直径5~10mmの種子は翼果で2つ1組になっていて、各種子は落ちるときに風をとらえて回転する20~40mmの翼を持つ。この翼によって、親木からより遠くへ広がることができる。種子は受粉後約6ヶ月の秋に熟する。
成熟した木が倒れてそこに日光が当たると、根から蘖（ひこばえ）が生える。

## 生態系
いくつかの鱗翅目の種は、セイヨウカジカエデの葉を食糧とする。

## 歴史
セイヨウカジカエデに古代からの名前がないことは、1487年ごろにセイヨウカジカエデが伝来される以前にその名前がなかったことを示しているが、fior chrannという、スコットランド・ゲール語でのこの木の古代からの名前があることは、少なくともダルリアダ王国にゲール人が入植したころからこの木がスコットランドに存在していたことを示唆しているとして反論意見がある。よって、セイヨウカジカエデは、史前帰化植物(1500年よりも前に人の手によって持ち込まれ帰化した植物のこと)もしくは、人間の介入なしにスコットランドに達したとすれば土着の植物として扱われるだろう。現在では、帰化植物(1500年以降に人間の手によって持ち込まれ帰化した植物のこと)に分類されるのが一般的である。

## 栽培と用途

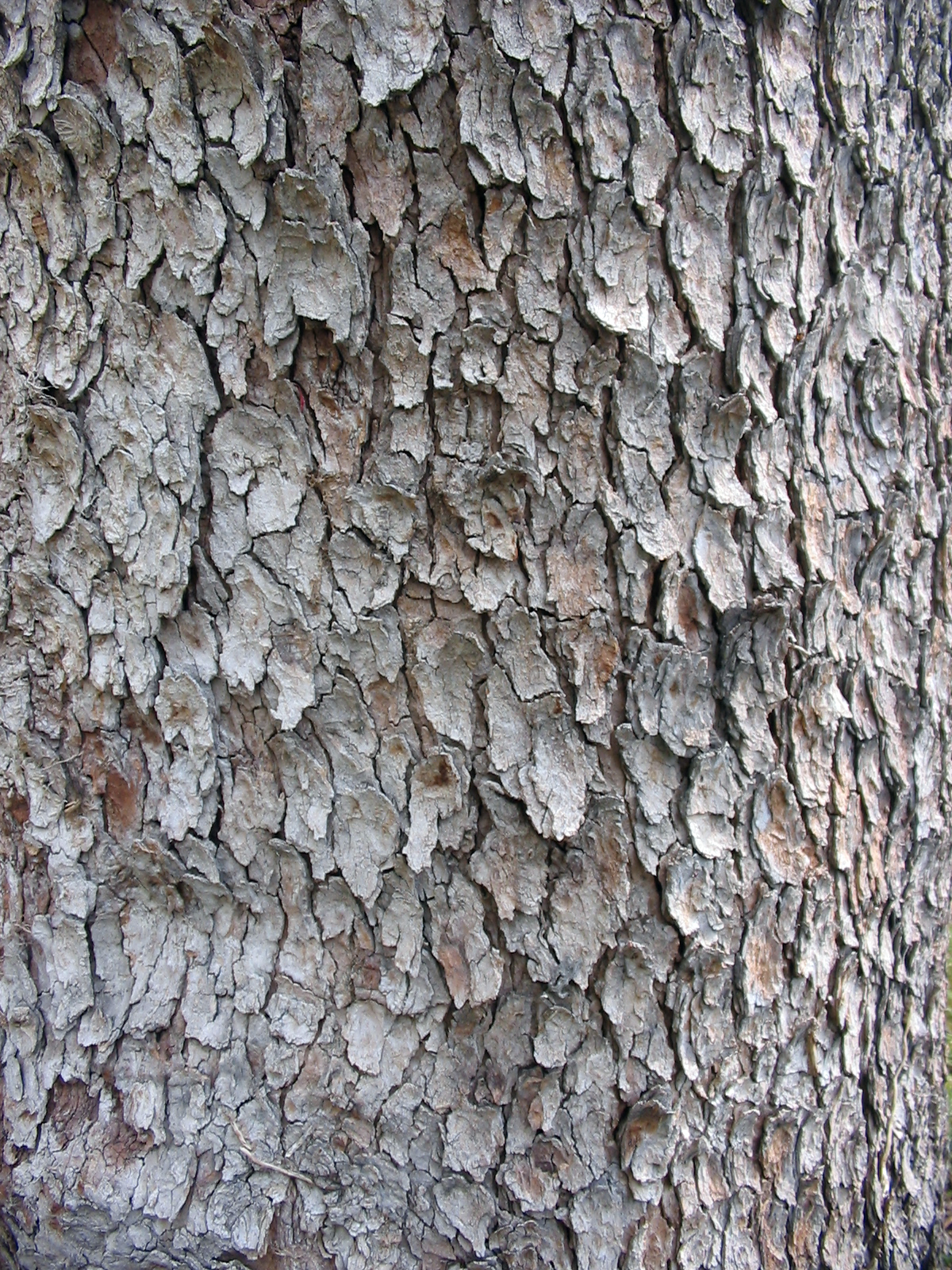
成熟したセイヨウカジカエデの樹皮

セイヨウカジカエデは、風、都市汚染、塩水噴霧、冷夏に強いことで有名であり、そのためにヨーロッパでは、都市や、冬に塩で処理された道路や、沿岸地域によく植えられている。もともとの生息域よりも北の地域、特にブリテン諸島とスカンディナビアのノルウェーのトロムソ(北は、ベステローデン諸島まで種子をつけることができる。)、アイスランドのレイキャヴィーク、フェロー諸島トースハウンで栽培され、広く帰化している。ブリテン諸島では、17世紀に導入され、今では島全体に生息している
北米では、ニューイングランド、ニューヨーク、太平洋岸北西部に生息しており、栽培からの帰化によって生息域を広げている。また、南半球の温帯気候の地域にも植えられており、ニュージーランドやフォークランド諸島で最もよく植えられている。 
セイヨウカジカエデはヨーロッパの多くの地域で、中〜大規模な盆栽に使われることがあり、優れた標本を見ることができる。
人気の品種"'Brilliantissimum'"は、鮮やかなサーモンピンクの若い葉を付けることで有名で、この品種は、イギリスの王立園芸協会ガーデン・メリット賞を受賞している。
花は、香りが良く、繊細な風味で淡い色の蜜を豊富に作る。

### 木材
セイヨウカジカエデは、木材生産のためにも栽培される。その木材は、白くて、絹のような光沢を持ち、耐久性が高い。楽器、家具、フローリングや、寄木細工に使用される。
中でも、波状の木目を持つ木材は、装飾用のベニヤ板として高値で取引される。
重さは、立方メートルあたり630kgで広葉樹としては中程度である。古くからバイオリンの裏板、ネック、スクロールに使われてきた伝統的な木材である。 
しばしば、”rippled sycamore”という名前で売られている。土に触れると腐敗するため、主に屋内に用いられる。

## 外来生物種
セイヨウカジカエデは、ビクトリアのYarra Rangeをはじめとするオーストラリアの一部地域では雑草として認識されており 、マウント・マセドニア、デイルズフォード、ダンデノング、タスマニアでは、ユーカリの森に帰化している。
また、ニュージーランド 、ノルウェー、そしてイギリスの環境に敏感な地域では、セイヨウカジカエデは侵略的外来種としてみなされている。
アメリカ合衆国農務省やニューヨーク州でも侵略的外来種として認識されている

## 文化
イギリスのクリスマスキャロル"Wassail, Wassail All Over the Town" で、歌中に出てくる”white maple”は、silver mapleではなく、セイヨウカジカエデのことである。

## 著名な木

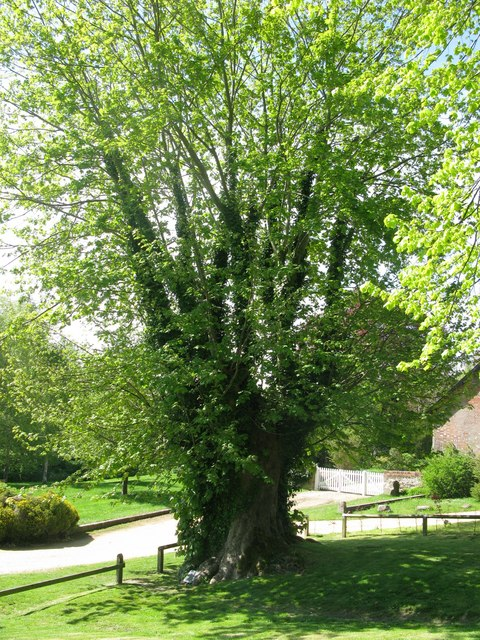
殉教者の木、イギリスのドーセット州、トルパドルのセイヨウカジカエデは、英国の貿易組合運動の発祥の地とされている。

### トルパドルの殉教者の木
1834年、イギリスのテルパドル殉教者として知られている6人の農業労働者は、ドーセットのトルパドルにあるセイヨウカジカエデの木の下で、初期の貿易組合を結成した。しかし、1797年反乱扇動法(Incitement to Mutiny Act 1797)に違反していることがわかり、オーストラリアに流刑となったが、一般市民の抗議によって再びイギリスに戻った。 
現在、その木は、胴回り5.9mで、2005年の研究によって、1680年生まれだと決定された。その木は、ナショナル・トラストが管理しており、2002年と2014年に枝の刈り込みが行われている。

### コーストフィンのセイヨウカジカエデ
太古のセイヨウカジカエデは（プラタナスと表記される場合あり）以前はコーストフィンの村（現在は、スコットランドの郊外）に植わっていた。その木の名前をもとに、独特な黄色の葉を持つ亜種はAcer pseudoplatanus Corstorphinensisと名付けられ、世評によれば15世紀に植えられた。その木は、「スコットランド最大のセイヨウカジカエデ」と言われ、1679年にジェームズ・フォレスター卿殺害の現場となった。 その木は1998年12月26日の嵐によって倒されたが、その後場所を移され、挿し木から生長し、現在はコーストフィンのカークの教会付属の庭に立っている。

## 参照
1. ↑  Flora Europaea: Acer pseudoplatanus
2. 1 2  Rushforth, K. (1999). Trees of Britain and Europe. Collins ISBN 0-00-220013-9.
3. ↑  Easton, M.G. (1897年). “Sycamore”. Easton's Bible Dictionary.   Thomas Nelson. 2019年4月21日閲覧。
4. 1 2   “Sycamore”, Merriam-Webster Online Dictionary 2019年4月21日閲覧。
5. 1 2 3  USDA GRIN entry for Acer pseudoplatanus
6. ↑  Tropicos entry for Acer pseudoplatanus
7. ↑  Bailey, L.H.; Bailey, E.Z.; the staff of the Liberty Hyde Bailey Hortorium (1976). Hortus third: A concise dictionary of plants cultivated in the United States and Canada. New York: Macmillan
8. 1 2  Milner, Edward (2011). “Trees of Britain and Ireland”. Flora:  134.
9. ↑  “Garden Centre – The Sycamore”. garden-centre.org. 2015年10月27日閲覧。
10. ↑  Humphries, C. J., Press, J. R., & Sutton, D. A. (1992). Trees of Britain and Europe. Hamlyn Publishing Group Ltd. ISBN 0-600-57511-X.
11. ↑  Preston, Pearman & Dines. (2002). New Atlas of the British Flora. Oxford University Press.
12. ↑  D'Cruz, Mark. “Ma-Ke Bonsai Care Guide for Acer pseudoplatanus”.   Ma-Ke Bonsai. 2011年7月14日時点のオリジナルよりアーカイブ。2011年7月5日閲覧。
13. ↑  “RHS Plant Selector – Acer pseudoplatanus 'Brilliantissimum'”. 2013年7月3日閲覧。
14. 1 2  Sycamore. Niche Timbers. Accessed 19-08-2009.
15. ↑  Association of Scottish Hardwood Sawmillers (ASHS): Sycamore – Acer pseudoplatanus Archived 2014年8月27日, at the Wayback Machine.
16. ↑  Environmental weeds
17. ↑  http://www.southwestnrm.org.au/sites/default/files/uploads/ihub/csurhes-s-edwards-r-1998-potential-environmental-weeds-australia-candidate-species.pdf
18. ↑  Howell, Clayston (May 2008). Consolidated list of environmental weeds in New Zealand. 292. Wellington, NZ.: Department of Conservation. ISBN 978-0-478-14413-0
19. 1 2  Sycamore maple invasive species in Norway
20. ↑  “Eco Tree Care & Conservation – Woodland Management, Firewood Logs, Consultancy, Tree Surgery, Tree Surgeons and Conservation in Hertfordshire & Essex”.   Ecotreecare.co.uk. 2014年8月26日閲覧。
21. ↑  “Interim List of Invasive Plant Species in New York State”. Advisory Invasive Plant List.   New York State Department of Environmental Conservation. 2013年5月12日時点のオリジナルよりアーカイブ。2013年6月1日閲覧。
22. ↑  “The Tolpuddle Martyrs Tree”. www.ancient-tree-hunt.org.uk.   The Woodland Trust (2009年). 2014年11月27日閲覧。
23. ↑  “Sycamore at SY78959444”. http://www.ancient-tree-hunt.org.uk/.   The Woodland Trust (2008年7月10日). 2014年11月27日閲覧。
24. ↑  “Tolpuddle tree dated back to 1680”. news.bbc.co.uk.   BBC News (2005年7月14日). 2014年11月27日閲覧。
25. ↑  “Tolpuddle Martyrs village tree pruning carried out”. news.bbc.co.uk.   BBC News (2014年11月7日). 2014年11月27日閲覧。
26. ↑  “The Corstorphine Sycamore Tree”. www.corstorphine-trust.ukgo.com.   The Corstorphine Trust (2001年). 2014年11月2日時点のオリジナルよりアーカイブ。2014年11月27日閲覧。
27. ↑  “Capital Trees”. www.forestryjournal.co.uk.   The Forestry Journal (2010年). 2014年12月4日時点のオリジナルよりアーカイブ。2014年11月27日閲覧。